# 李益伦
李益伦（1945年—）生于中国广东省普宁流沙斗文，1969年毕业于中山大学中文系。曾为《南方日报》主任编辑，《南方周末》副总编辑，现為南方书画院院长、广东新闻书画院副院长、广州硬笔书法家协会副主席、广东省书法家协会会员。研习书法多年，已形成独特风格，尤善小楷。其作品1999年在澳门《喜迎澳门回归祖国书画艺术展》上展出，2001年参加在北京中国美术馆举行的《庆祝中国共产党诞辰八十周年书画精品展》，2004年在《邓小平诞辰100周年书画展》上获荣誉金奖。